# Oligembia versicolor
Oligembia versicolor is een insectensoort uit de familie Teratembiidae, die tot de orde webspinners (Embioptera) behoort. De soort komt voor in Brazilië.
Oligembia versicolor is voor het eerst wetenschappelijk beschreven door Ross in 1972.